# Justin Bomboko

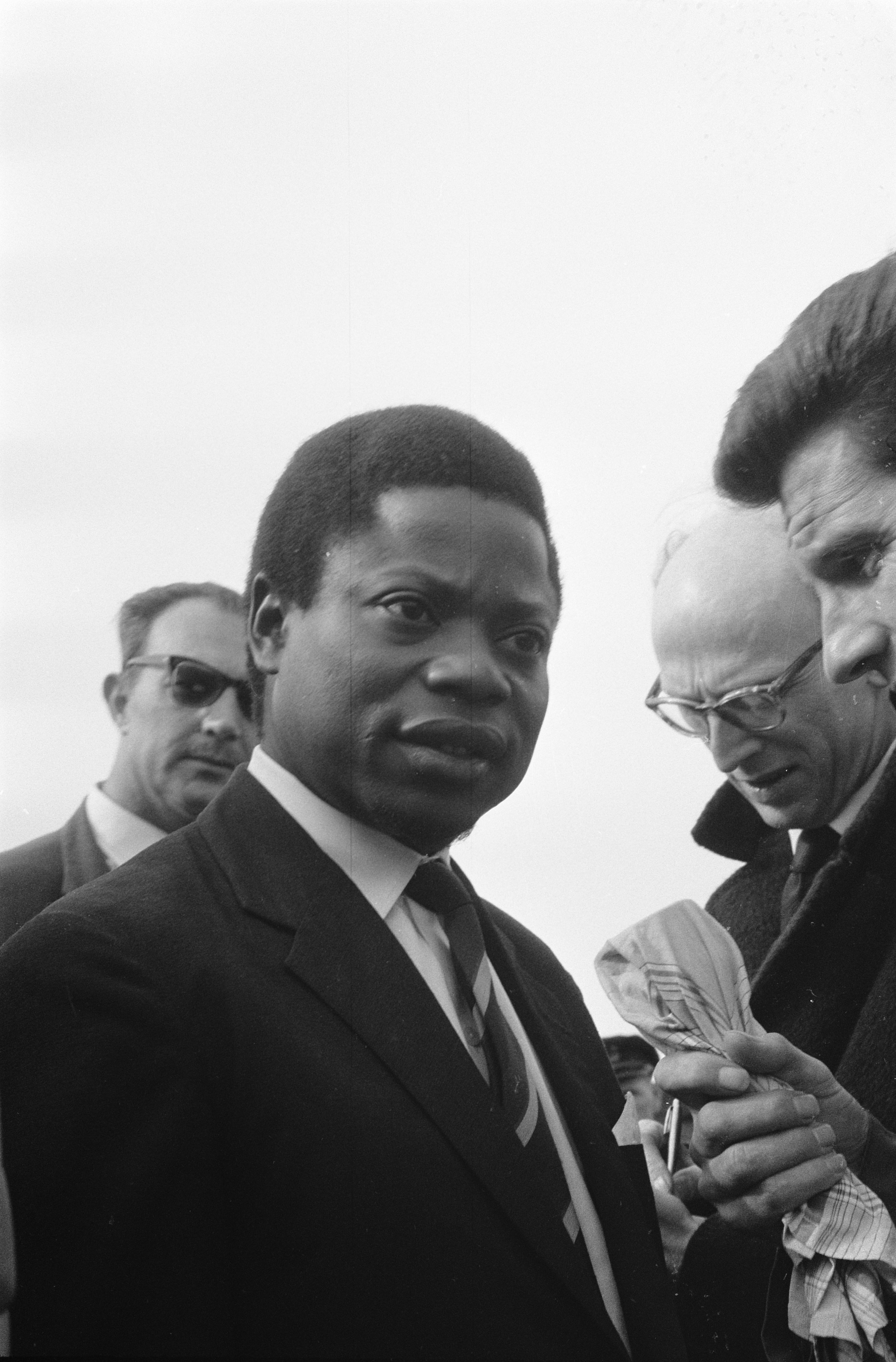
Justin Bomboko (1960)

Justin Marie Bomboko Lokumba (* 22. September 1928 in Bolomba, Äquator-Provinz, Belgisch-Kongo; † 10. April 2014 in Brüssel) war ein Politiker der Demokratischen Republik Kongo, der neben Patrice Lumumba zu den Vätern der Unabhängigkeit der Demokratischen Republik Kongo gehörte, mehrmals Außenminister sowie zeitweise Ministerpräsident war. Er war 1955 außerdem der erste Kongolese, der einen Universitätsabschluss an der Université libre de Bruxelles erlangte.

## Leben

### Mitunterzeichner der Unabhängigkeitserklärung und erster Außenminister
Bomboko absolvierte ein Studium der Soziologie an der Université libre de Bruxelles (ULB) und war damit 1955 der erste Kongolese, der dort einen Universitätsabschluss erwarb. Während seines Studiums war er Präsident der dortigen Vereinigung der Studenten aus Belgisch-Kongo und Ruanda-Urundi (l’Union générale des étudiants du Congo belge et du Ruanda Urundi). Einige Zeit war er Mitarbeiter am Institut für Soziologie der ULB.
Nach seiner Rückkehr engagierte er sich zusammen mit Patrice Lumumba in der Bewegung zur Erlangung der Unabhängigkeit der Kolonie Belgisch-Kongo von Belgien. Zusammen mit Lumumba gehörte er am 30. Juni 1960 zu den Unterzeichnern der Unabhängigkeitserklärung.
Nach der Unabhängigkeit als Republik Kongo am 30. Juni 1960 wurde Bomboko, der der Partei UNIMONGO (Union von Mongo) angehörte, erster Außenminister im Kabinett von Premierminister Lumumba. In der Folgezeit wurde Bomboko durch den damaligen Botschafter Belgiens in Kinshasa, Jean van den Bosch, ermutigt, Lumumba zu stürzen. Am 8. August 1960 erklärte die kongolesische Regierung unter Patrice Lumumba den Ausnahmezustand, ordnete die Schließung der sieben belgischen Konsulate an und wies Bosch an, den Staat bis zum Mittag desselben Tages zu verlassen, worauf sich Bosch, eskortiert von Truppen der Vereinten Nationen, nach Ghana fahren ließ.

### Premierminister
Im Zuge dieser Kongo-Krise kam es schließlich am 5. September 1960 zum Sturz Lumumbas durch Oberst Joseph-Désiré Mobutu, den Stabschef der Armee. Nach zwei darauf folgenden kurzzeitigen Übergangsregierungen durch Joseph Iléo sowie Albert Ndele wurde Bomboko schließlich am 3. Oktober 1960 als Vorsitzender des Rates der Generalkommissare selbst Premierminister. Als Generalkommissar für Auswärtiges und Außenhandel blieb er zugleich Außenminister.
Am 9. Februar 1961 entließ Präsident Joseph Kasavubu das von Mobutu während des Putsches eingesetzte Kommissarskollegium und installierte eine neue Regierung unter Premierminister Joseph Iléo, Mobutu zog sich auf seine militärische Funktion zurück. Bomboko blieb jedoch zunächst weiter Minister für Auswärtiges und Außenhandel, ehe er am 2. August 1961 in der Regierung von Premierminister Cyrille Adoula nur noch das Amt des Außenministers bekleidete. Das Amt des Außenhandelsministers wurde daraufhin von Marcel Bisukiro übernommen.
Im Rahmen einer Kabinettsumbildung wurde Bomboko am 18. April 1963 als Außenminister durch Auguste Mabika-Kalanda abgelöst und übernahm stattdessen von Weregemere das Amt des Justizministers. Für seine Verdienste um die kongolesische Unabhängigkeit wurde ihm 1963 das Großkreuz des Kronenordens von Belgien verliehen.
In der von Premierminister Léonard Mulamba am 28. November 1965 gebildeten Regierung übernahm Bomboko abermals das Amt des Außenministers, das er nunmehr auch in den späteren Präsidialregierungen unter Mobutu bis zu seiner Ablösung durch Cyrile Adoula am 1. August 1969 innehatte. Zuletzt bekleidete er vom 5. März bis zum 1. August 1969 den Titel eines Staatsministers.
Am 18. Februar 1981 wurde Bomboko, der einige Zeit auch Botschafter in den USA sowie in Belgien war, abermals Außenminister sowie zugleich Vize-Premierminister im Kabinett von Premierminister (Premier Commissaire d’État) Nguza Karl-I-Bond. Allerdings verlor er diese beiden Ämter bereits knapp zwei Monate später nach dem Ende von Nguza Karl-I-Bonds Amtszeit am 23. April 1981. Nach dem Ende der Amtszeit Mobutus wurde er Senator.
Bomboko verstarb nach längerer Krankheit im Universitätsklinikum der Université catholique de Louvain (UCL).